# Dragoni Jakab
Dragoni Jakab, Jakob Dragoni (19. század) főgimnáziumi igazgató.

## Élete
Kremsierből származott, Besztercebányán volt főgimnáziumi igazgató, ahonnét 1853. július 2.-án az osztrák kormány rendeletével, a premontreiektől elvett kassai főgimnázium szervezésével bízták meg. Itt volt igazgató 1859-ig, midőn pozsony-kerületi iskola tanácsos lett; az 1860-as években Klagenfurtba nevezték ki népiskolai felügyelőnek; később panszlavisztikus törekvései miatt idő előtt nyugdíjazták.

## Munkái
Programértekezései: Übersicht der Geschichte des kath. Gymnasiums zu Neusohl, Über die religiös-sittliche Bildung an Gymansien (Beszterczebányai róm. kath. gymnasium Értesítője 1853.), Über das Verhältniss des Hauses zur Schule (Kassai róm. k. gymn. Értesítője 1854.), Hauptmomente in der Entwicklung der Österreichischen Monarchie (Uo. 1855. 1856 és 1857.)